# Elisabeth Deichmann
Elisabeth Deichmann (Kopenhagen, 12 juni 1896 – Beverly Farms, Essex County, Massachusetts, 9 augustus 1975), was een van oorsprong Deens taxonoom, gespecialiseerd in Octocorallia en zeekomkommers. Ze was een leerling van Theodor Mortensen. In 1926 emigreerde ze naar de Verenigde Staten en in 1936 werd ze Amerikaans staatsburger. De laatste tientallen jaren van haar leven was ze verbonden aan het Museum of Comparative Zoology (MCZ) van Harvard University in Cambridge, Massachusetts.

## Levensschets

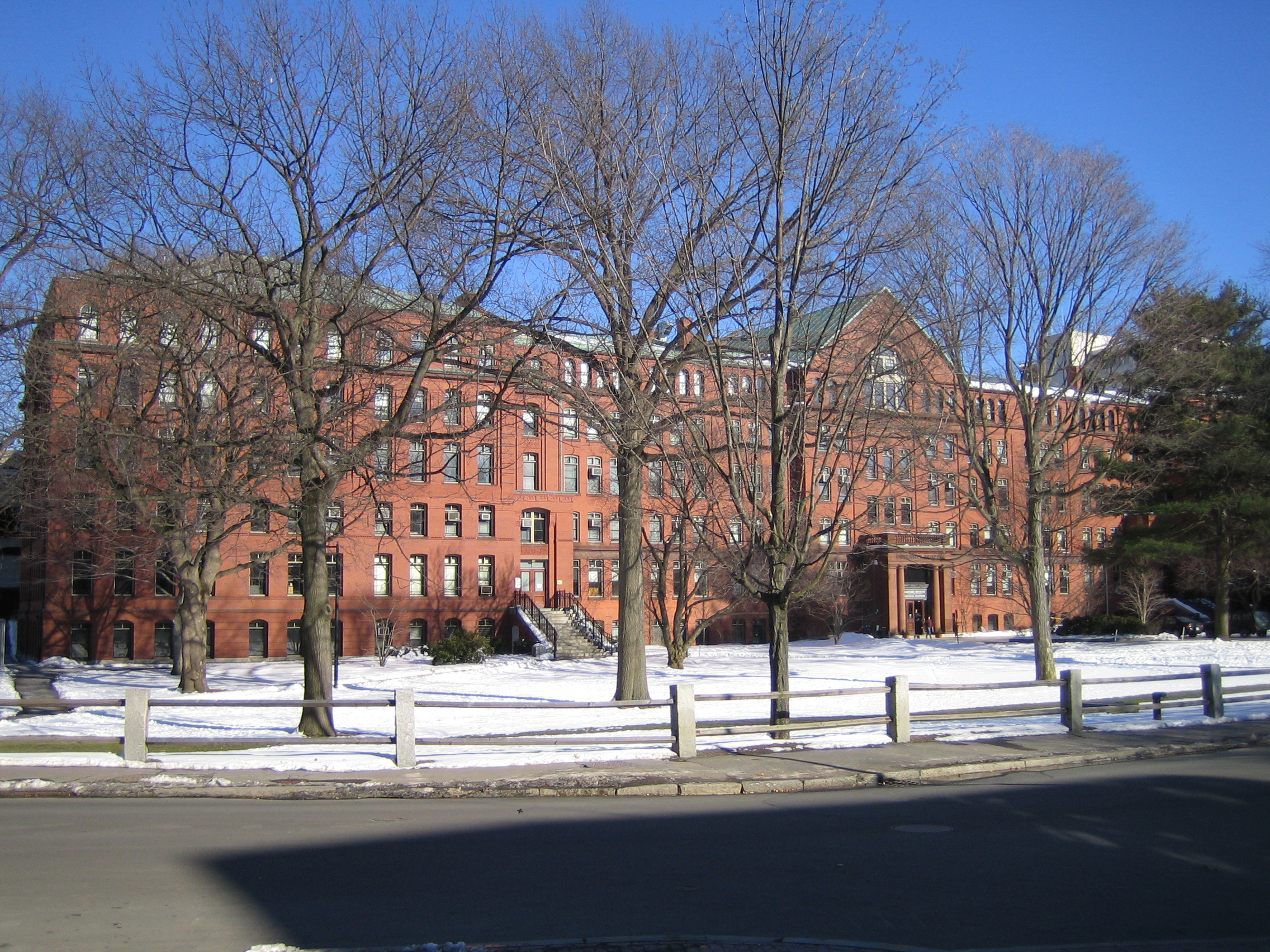
Gebouw van het Harvard Museum of Natural History, waarvan het Museum of Comparative Zoology een onderdeel is

Elisabeth Deichmann (Liska) werd geboren in Kopenhagen en was enig kind van Henrik Deichmann en Christine Lund. Haar vader was arts, haar moeder was een bekend kunstenares die tekende, aquarelleerde en schilderde, en een van de eerste vrouwen die werden toegelaten tot de Koninklijke Deense Kunstacademie.
Van 1903 tot 1910 woonde ze met haar ouders in Holsteinsborg op Groenland, waar haar vader een positie als arts had. Haar enige leeftijdgenote die ook Deens sprak was de dochter van de Deense gouverneur van de plaats. De twee meisjes gingen niet naar school maar kregen van de beide moeders les. Na terugkomst in Denemarken kreeg Deichmann eerst nog een jaar privéles, waarna ze de laatste drie jaar van de middelbare school deed. In 1914 schreef ze zich in aan de Universiteit van Kopenhagen om zoölogie te gaan studeren.
Als undergraduate kwam ze in aanraking met de zeekomkommers die Theodor Mortensen mee terugbracht van zijn expeditie van 1914 tot 1916 naar de Grote Oceaan. Deichmann ontwikkelde er zo interesse voor. Haar eerste twee artikelen, uitgekomen in 1920, gingen echter over spinnen. Het volgende artikel, haar masterthesis die in de Videnskabelige Meddelelser van 1922 verscheen, ging over zeekomkommers. Die groep vormde de rest van haar leven haar studieobject, met één niet onbelangrijke uitzondering: het rapport over de Alcyonaria van het westelijk deel van de Atlantische Oceaan (1936).
Na haar afstuderen volgde een aanstelling van twee jaar bij het zoölogisch laboratorium van de Koninklijke Landbouwschool, bij de bekende Deense zoöloog Johan Erik Vesti Boas. Nadien werkte ze in het National Museum of Natural History in Washington D.C. aan zeekomkommers, en in het kader van de Deense Rask Ørsted Foundation aan het Hopkins Marine Station van Stanford University in Californië. In 1925 keerde ze terug in Denemarken om les te gaan geven aan het Aurehøj Gymnasium in Hellerup. In haar vrije tijd werkte ze voor het Zoologisk Museum aan zeekomkommers. Een jaar later kon ze wel een vast contract krijgen als lerares, maar voorlopig geen aanstelling bij het Zoologisk Museum. In de herfst van 1926 vertrok ze daarom voorgoed naar de Verenigde Staten, waar ze inmiddels veel vrienden had gemaakt, en wél als onderzoeker aan het werk kon. Mogelijk speelden de vele wetenschappelijke meningsverschillen die ze had met Mortensen, zoals uit hun overigens vriendelijke correspondentie blijkt, daarbij een rol.
In 1926 kreeg Deichmann een aanstelling als promovenda aan het prestigieuze Radcliffe College van Harvard. Haar onderzoeksopdracht betrof de zeekomkommers van de westelijke Atlantische Oceaan. In 1927 haalde ze haar PhD. Het resulterende proefschrift werd beoordeeld als beste van het jaar, en in 1930 in uitgebreide vorm gepubliceerd in het Bulletin of the Museum of Comparative Zoölogy. Ze werkte vervolgens een jaar voor het U.S. Bureau of Fisheries in Woods Hole.
Hoewel de leiding van Harvard sterk gekant was tegen de aanstelling van vrouwen in de wetenschappelijke staf, was Deichmann van 1928 tot 1935 als Agassiz Fellow werkzaam aan het Museum of Comparative Zoölogy. Haar opdracht was het voltooien van een rapport over de Alcyonaria van de "Blake" expeditions, een werk dat eerder in handen was gegeven van Addison Emery Verrill maar bij zijn overlijden in 1926 onvoltooid was gebleven. Er was een zeer uitgebreid manuscript voorhanden waaraan hij echter sinds 1911 niet meer gewerkt bleek te hebben, zodat het inmiddels sterk verouderd was. Veel types bleken bovendien zoek. De problemen waren zo veelomvattend dat Deichmann uiteindelijk een volledig nieuw rapport schreef, waarin slechts de namen die Verrill had gegeven werden gebruikt, en waarin ze voor zover mogelijk de aantekeningen van Verrill verwerkte. Het resultaat verscheen in 1936 in ruim 300 pagina's.
Al tijdens haar werk aan de Alcyonaria werd ze, in 1930, assistent curator van de afdeling mariene invertebraten van het museum. Vanaf 1942 was ze curator van die afdeling totdat ze in 1961 curator emeritus werd.
Deichmann deed gedurende haar carrière zelf veldwerk in Cuba, Panama en Mexico, tweemaal in Bermuda, eenmaal in Trinidad, en diverse keren aan de beide kusten van Canada. Ze gaf graag les tijdens summer schools aan het Hopkins Marine Station.
Deichmann bleef ongehuwd. Na de dood van haar vader in 1939 woonde haar moeder nog enige tijd bij haar.

## Onderscheidingen

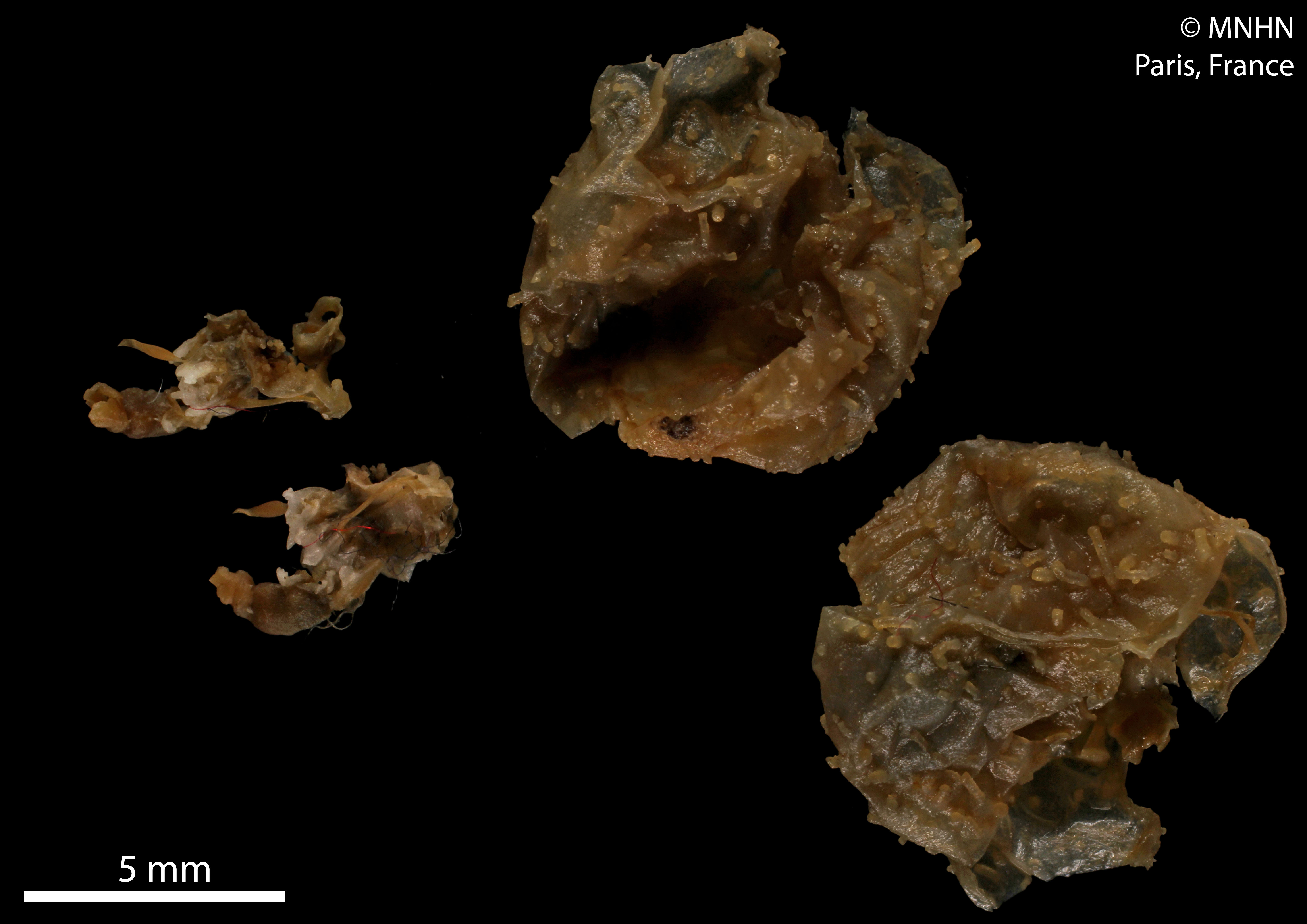
Deichmannia unica

Na afloop van de Tweede Wereldoorlog werd ze onderscheiden met de Kong Christian den Tiendes frihedsmedaille voor haar hulp aan Deense zeelieden tijdens de oorlog. In 1963 werd ze voor haar wetenschappelijke verdiensten benoemd tot ridder in de Orde van de Dannebrog.

## Vernoemingen
Het zeekomkommergeslacht Deichmannia werd in 1958 door Gustave Cherbonnier naar haar vernoemd. In 1965 vernoemde Luiz Roberto Tommasi de slangster Amphiura deichmannae naar haar. De zeekomkommers Thyone deichmannae (door Fritz Jensenius Madsen in 1941) en Lissothuria deichmannae (door David Pawson in 1967) zijn eveneens naar haar vernoemd.

## Publicaties
| 1920. | Note sur un cas de Hermaphroditisme lateral chez une Araignée. Entomologiske Meddelelser 13: 181-182; BHL |
| -     | Oversigt over de danske Theridier samt over slaegten Dictyna (Aran.). Entomologiske Meddelelser 13: 231-288; BHL |
| 1922. | On some cases of multiplication by fission and of coalescence in Holothurians; with notes on the synonymy of Actinopyga parvula (Sel.). Videnskabelige Meddelelser fra Dansk naturhistorisk Forening i København 73: 199-214; BHL      |
| 1926. | Report on the Holothurians collected by the Barbados-Antigua Expedition from the University of Iowa. University of Iowa Studies in Natural History 11(7): 9-31, pl. 1-3. BHL                                                           |
| 1930. | The Holothurians of the Western Part of the Atlantic Ocean. Bulletin of the Museum of Comparative Zoölogy at Harvard College 71(3): 41–226, pl. 1-14; BHL                                                                              |
| 1936. | The arctic species of Molpadia (Holothuroidea), and some remarks on Heding's attempt to subdivide the genus. Annals and Magazine of Natural History ser. 10, 17: 452-464                                                               |
| -     | Notes on Molpadia oolitica (Pourtalès). Proceedings New England Zoölogical Club 15: 57-62 |
| -     | A new species of Thyone from the West Coast of México. Proceedings New England Zoölogical Club 15: 63-66 |
| -     | met H.L. Clark. On Psolicucumis Heding and its allies. Annals and Magazine of Natural History ser. 10, 17: 564-568 |
| -     | The Alcyonaria of the Western Part of the Atlantic Ocean. Memoirs of the Museum of Comparative Zoölogy at Harvard College 53: 1-317, pl. 1-37; BHL                                                                                     |
| 1937. | The Templeton Crocker Expedition. IX. Holothurians from the Gulf of California, the West Coast of Lower California and Clarion Island. Zoologica New York 22(10): 161-176; BHL                                                         |
| 1938. | Eastern Pacific Expeditions of the New York Zoological Society. XVI. Holothurians from the western coasts of Lower California and Central America, and from the Galapagos Islands. Zoologica New York 23(18): 361-387; BHL             |
| -     | The Arctic Molpadids in the Riksmuseum, Stockholm, Sweden. Arkiv för Zoologi 30(A 8): 1-4 |
| -     | Holothurians from Biscayne Bay, Florida. Proceedings of the Florida Academy of Science 3: 128-137; BHL |
| -     | New Holothurians from the Western Coast of North America and some remarks on the Genus Caudina. Proceedings New England Zoological Club 16: 103-115                                                                                    |
| -     | New records of Paracaudina chilensis (J. Müller) from the west coast of Central America and Mexico. Proceedings New England Zoological Club 17: 23-25                                                                                  |
| 1939. | A new holothurian of the genus Thyone collected on the Presidential cruise of 1938. Smithsonian Miscellaneous Collections 98(12): 1-7; BHL                                                                                             |
| 1940. | Report on the holothurians collected by the Havard-Havana Expeditions 1938 and 1939, with a revision of the Molpadonia of the Atlantic Ocean. Memorias de la Sociedad Cubana de Historia Natural "Felipe Poey" 14(3): 183–240.         |
| 1941. | Coelenterates collected on the presidential cruise of 1938. Smithsonian Miscellaneous Collections 99(10): 1–17 |
| -     | The Holothurioidea collected by the Velero III during the years 1932 to 1938. Part I. Dendrochirota. Allan Hancock Pacific Expedition 8: 61-194; BHL                                                                                   |
| 1944. | Urodemas bifurcatum, a new Holothurian from South Africa, with a revision of the genus Urodemas Selenka. Annals and Magazine of Natural History ser. 11, 11: 731-737                                                                   |
| 1945. | An Octocoral of the United States Antarctic Service Expedition, 1939-1941. Report on the Scientific Results of the United States Antarctic Service Expedition, 1939-1941. Proceedings of the American Philosophical Society 89(1): 294 |
| 1946. | A new species of Thyone s.s., from the Gulf of Mexico Thyone mexicana spec. nov. Occasional papers of the Marine Laboratory, State University, Louisiana. Baton Rouge 4: 1-4                                                           |
| -     | Shallow water Holothurians from Cabo de Hornos and adjacent waters. Anales del Museo Nacional de Historia Natural de Buenos Aires 42: 325-351                                                                                          |
| 1947. | The Fusus-like Thyone from the West Indian waters. Proceedings New England Zoological Club 24: 63-90 |
| 1948. | The Holothurian fauna of South Africa. Annals of the Natal Museum 11(2): 325-376 |
| 1952. | The rediscovery of the Holothurian Holothuria peruviana Lesson. American Museum Novitates 1553: 1-7; AMNH |
| 1954. | The Holothurians of the Gulf of Mexico. in: P.S. Galtsoff (ed.), Gulf of Mexico, Its Origin, Waters, and Marine Life. Fishery Bulletin 89. Fishery Bulletin of the Fish and Wildlife Service 55: 381–410. BHL                          |
| 1957. | met L.H. Hyman. The littoral Holothurians of the Bahama Islands. American Museum Novitates 1821 AMNH |
| 1958. | The Holothurioidea collected by the Velero III and IV during the years 1932 to 1954. Part II. Aspidochirota. Allan Hancock Pacific Expedition 11: 253-349; BHL                                                                         |
| -     | met F.M. Bayer. Two new plexaurid gorgonians from the Bahama Islands. Bulletin of Marine Science of the Gulf and Caribbean 8(3): 224-235                                                                                               |
| 1959. | met F.M. Bayer. The lemon-colored plexaurids from the West Indies and Brazil. Breviora 115: 1-12; BHL |
| 1963. | The Holothurians of Clipperton Island in the eastern Tropical Pacific. Breviora 179: 1-5; BHL |

- Gemeinsame Normdatei: 133290999
- International Standard Name Identifier: 0000 0003 9821 6135
- Library of Congress Control Number: no2019073606
- Nederlandse Thesaurus van Auteursnamen: 071849831
- Système universitaire de documentation: 121910385
- Virtual International Authority File: 214421319
- WorldCat: E39PBJxCx8wyyj67VPCXWdXDbd